# Finlands svenska baptistsamfund
Finlands svenska baptistsamfund är ett baptistiskt samfund i Finland som kom grundades år 1928 Samfundet har 17 församlingar och hade 866 medlemmar år 2014.
Baptistsamfundet är medlem i Ekumeniska Rådet i Finland.